# Île Santa Clara (Chili)
Pour les articles homonymes, voir Santa Clara.
L'île Santa Clara est une île inhabitée du Chili située au large des côtes sud-américaines, dans l'océan Pacifique. Elle est la plus petite des îles de l'archipel Juan Fernández qu'elle forme avec l'île Alejandro Selkirk et l'île Robinson Crusoe.
Elle se trouve à 1,5 kilomètre au sud-ouest des côtes de l'île Robinson Crusoe, dans le prolongement de la péninsule de Cordón Escarpado de cette île. Le point culminant de l'île Santa Clara s'élève à 375 mètres d'altitude. Le climat y est sec et la végétation originelle a été peu à peu remplacée par de l'herbe et des buissons provenant d'Amérique du Sud et d'Europe.